# Bar Point
Bar Point är en ort i Australien. Den ligger i kommunen Central Coast Council, tidigare Gosford Shire, och delstaten New South Wales, i den sydöstra delen av landet, omkring 39 kilometer norr om delstatshuvudstaden Sydney.
Närmaste större samhälle är Umina, omkring 14 kilometer öster om Bar Point. 
I omgivningarna runt Bar Point växer i huvudsak städsegrön lövskog. Genomsnittlig årsnederbörd är 1 380 millimeter. Den regnigaste månaden är februari, med i genomsnitt 200 mm nederbörd, och den torraste är juli, med 36 mm nederbörd.